# Impuesto de utilidades
El Impuesto de utilidades (oficialmente llamado Contribución sobre las utilidades de la riqueza mobiliaria) fue un impuesto existente en España entre 1900 y 1957 que gravaba los rendimientos del capital y del trabajo. Fue creado por la Ley de Presupuesto de 1900.
Existían tres tipos: 
- Tarifa 1ª: Utilidades procedentes del trabajo personal.
- Tarifa 2ª: Utilidades procedentes del capital (intereses, dividendos...)
- Tarifa 3ª: Utilidades procedentes del trabajo juntamente con el capital en el ejercicio de industrial.[2]